# Кукуран, Василий Васильевич
Василий Васильевич Кукуран (Василий; 30 января 1851, Полтавская губерния — 19 июля 1908, город Ессентуки) — русский, генерал-майор, командовал 23-м Восточно-Сибирским стрелковым полком в период Русско-Японской войны 1904—1905 г.
Командир 1-й бригады 39-й пехотной дивизии.

## Биография

### Вероисповедание
Православный христианин.

### Происхождение
Из потомственных дворян, Полтавской губернии

### Образование
- Киевская классическая гимназия.
- Санкт-Петербургское пехотное юнкерское училище (1870, по 1-му разряду).
- Офицерская стрелковая школа (1891; успешно).

### Служба в Императорской армии
В службу вступил 5 сентября 1868 г. в Красноярский 95-й пехотный полк. Унтер-офицер.
В 1869 г. был отправлен на учёбу в Санкт-Петербургское пехотное юнкерское училище. После его окончания в 1871 г. был произведен в портупей-юнкера, а в 1872 г. — в подпоручики. С 1873 по 1875 г. находился в отставке по семейным обстоятельствам. В 1875 г. был вновь зачислен на службу в 147-й пехотный Самарский полк. В 1894 г. переведен в 26-й Могилевский пехотный полк, которым командовал с 1902 по 1904 г. Полковник. Командир 1-го батальона 24-го Восточно-Сибирского стрелкового полка (19.02.1904-15.03.1904). Командир 22-го Восточно-Сибирского стрелкового полка (15.03.1904-16.10.1904). Командир 23-го Восточно-Сибирского стрелкового полка (18.12.1904-25.10.1907). Командующий 1-й бригады 39-й пехотной дивизии (25.10.1907-19.07.1908). Генерал-майор.

## Семья
- жена — Паулина Каролина Вельгельмина Хоффманн.
  - Дети — Владимир (1874-19??) полковник, Константин (1875-19??) полковник, Елена (1878—1940)

## Награды
- Орден Святого Станислава 3-й степени (1886);
- Орден Святой Анны 3-й степени (1891);
- Орден Святого Станислава 2-й степени (1896);
- Медаль «В память царствования императора Александра III» (1896);
- Орден Святой Анны 2-й степени с мечами (1904);
- Орден Святого Владимира 4-й степени с мечами и бантом (1904);
- Золотое оружие «За храбрость» Золотое оружие «За храбрость» (1905)[1];
- Орден Святого Владимира 3-й степени с мечами (1906);
- Медаль «В память войны с Японией в 1904-1905 гг» (1907);